# Seck
Seck ist eine Ortsgemeinde im Westerwaldkreis in Rheinland-Pfalz. Sie gehört zur Verbandsgemeinde Rennerod.

## Geographie
Die Gemeinde liegt im Westerwald zwischen Siegen und Limburg an der Lahn. Zur Gemeinde Seck gehören die Wohnplätze Altenhof, Dappricher Hof, Hof Alte Burg, Hof Seeblick, Haus Waldesruh, Forsthaus Weiherhof und Campingplatz Weiherhof.
In unmittelbarer Nähe von Seck befinden sich die heutigen Wüstungen Schorrenberg, Stöckgen, Oberndorf, Bruchhausen und Fackenhahn.

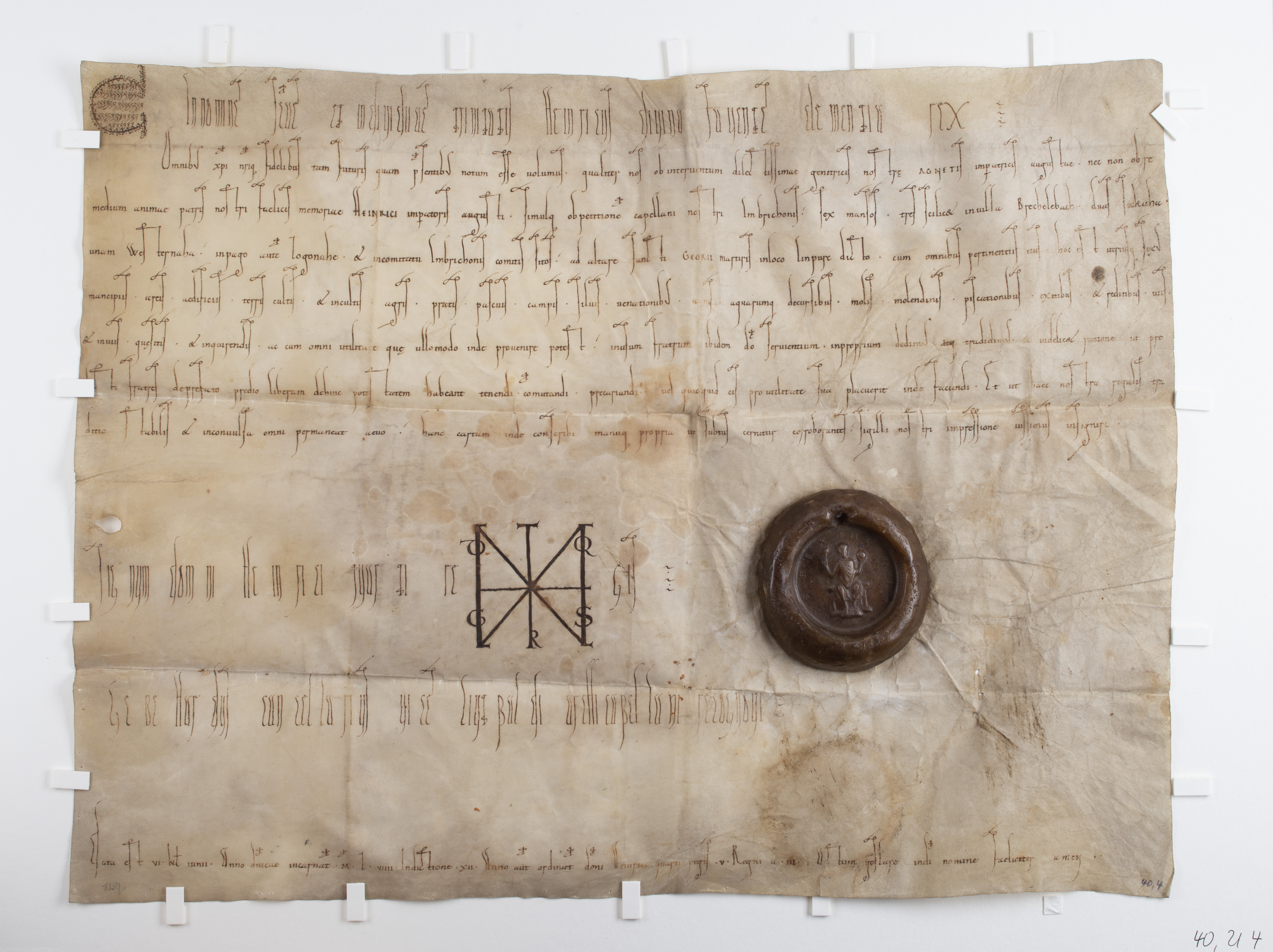
Erste urkundliche Erwähnung Secks in einer Urkunde Heinrichs IV. vom 29. Mai 1059; 2. Zeile des Fließtextes, letztes Wort: Seckaha

## Name
Urkundlich wird Seck erstmals im Jahr 1059 als „Seckaha“ erwähnt.
Die Namensform dürfte vom niederdeutschen „Segge“ abgeleitet sein. Da mit dem Suffix -aha in dieser Zeit meist größere Gewässer bezeichnet werden, könnte „Seckaha“ ein Dorf an einem mit Riedgras umwachsenen Gewässer gemeint sein. „Seckaha“ war zudem der alte Name des durch das Dorf fließenden Holzbaches.
In den folgenden Jahrhunderten begegnet Seck als „Secke“ (1330 und im 15. Jh.) und als „Secken“ (ebenfalls 15. Jh.).

## Geschichte

### 9. bis 11. Jahrhundert: Die Zeit der Konradiner
Niederlahngaugraf Gerhard (832 bis 879), Ahnherr des Geschlechtes der Konradiner, war der erste bekannte Herr einer Grundherrschaft um Seck im mittleren Westerwald. Den Westteil seiner Grundherrschaft trennte er zur Ausstattung seiner Kettenbacher Stiftung, die er 879 an das St. Severus-Stift in Gemünden übertrug, ab. Nach dem Aussterben der Konradiner Mitte des 11. Jahrhunderts und damit dem Ende ihrer Herrschaft erlangten Seck sowie das Stift Gemünden Reichsunmittelbarkeit.

### 1059: Erstmalige urkundliche Erwähnung
Urkundlich wird Seck erstmals durch König Heinrich IV. in einer von ihm in Goslar ausgefertigten Schenkungsurkunde vom 27. Mai 1059 erwähnt. Mit ihr überlässt der damals achtjährige Heinrich IV. dem Stift St. Georg in Limburg „auf Intervention seiner Mutter, der Kaiserin Agnes, und zum Seelenheil seines Vaters, Kaiser Heinrich III., sowie auf Bitte seines Kaplan Imbricho“ u. a. „2 Huben“.
Die Vogtei bzw. Schutzherrschaft über diese Schenkung – damit auch über die Huben – übten seit dem frühen 12. Jahrhundert die Herren von Merenberg aus. Sie entfremdeten dem Stift den Besitz jedoch bis auf wenige nutzbare Rechte. 1328 ging dieser Besitz der Herren von Merenberg durch eine Erbtochter an den Grafen von Nassau-Weilburg.
Die beiden dem Stift St. Georg geschenkten Huben werden 1483/84 erwähnt und gehören zu dieser Zeit zum Neunkircher Gericht. Über eine der Huben gab es seit 1606 Auseinandersetzungen zwischen Seck und Waldmühlen, denn die strittige Weide war größtenteils Erbgut der Einwohner von Seck, stand jedoch unter nassauischer Hoheit. Im Jahr 1623 wurde der Streit vor dem Gericht in Weilburg beigelegt. Die Huben wurden zu dieser Zeit noch „Secker Huben“ genannt, obwohl sie damals seit Langem nicht mehr zur Gemarkung Seck, sondern zur jüngeren, davon abgeteilten Gemarkung Waldmühlen gehörten. An diese Huben erinnert heute noch die Flurbezeichnung „Küchenhofen“ (Dialektform „Koichehewe“) am Rödchen Richtung Waldmühlen sowie die alte Bezeichnung der Bundesstraße B54 zwischen Waldmühlen und Irmtraut als „Houb“.

### 12./13. Jahrhundert: Der Weg in die Doppelherrschaft
Der Historiker Hellmuth Gensike vermutet hinsichtlich der weiteren Besitzverhältnisse, dass die Vorfahren der Herren von Runkel bereits seit längerer Zeit Seck als Reichsvögte innegehabt hatten, denn im Jahr 1181 werden im Zusammenhang der Schenkung des Klosters Seligenstatt an das Erzstift Trier in einer Erbengemeinschaft u. a. ein Siegfried und ein Friedrich von Runkel genannt.
Die weiteren Entwicklungen waren bedingt durch das Zu- und Gegeneinander der Herrschaften von Leiningen und Westerburg: Durch die Heirat einer Tochter des Leininger Grafenhauses erwarb Siegfried III. von Runkel (1191 und 1221 belegt) die Vogtei über das Stift Gemünden und die Westerburg. Seine Söhne Siegfried IV. von Runkel (gest. 1266) und Dietrich I. von Runkel (1226 belegt) besaßen das Erbe zunächst gemeinsam; es war allerdings eine Quelle wiederkehrender Konflikte.
Im Jahr 1270 wurde nach dem Tod der beiden Brüder ihr Erbe unter ihren Söhnen geteilt: Heinrich I. von Westerburg (Sohn Siegfrieds IV. von Runkel und Bruder von Siegfried von Westerburg) und Siegfried V. (Sohn Dietrichs I. von Runkel) behielten je zur Hälfte die Burgen Westerburg und Runkel und neben vielem anderen auch den Wald Struth bei Seck.
Bei einer zweiten Teilung erhielt Heinrich I. das Patronat der Pfarrkirche zu Seck. Er verlegte seinen Sitz nach Westerburg und nannte sich seit 1274 „Herr von Westerburg“. Daraufhin warf Siegfried V. seinen Vetter Heinrich I. aus der Stammburg in Runkel. Als Folge davon baute Heinrich I. gegenüber der Stammburg auf der anderen Lahnseite die Burg Schadeck als Trutzburg. 1288 wurde der Streit der beiden Vetter von Adolf von Nassau und anderen Schiedsrichtern beigelegt: Siegfried V. behielt Runkel, Heinrich I. Westerburg. Gemeinsamer Besitz blieben die Rechte in der Herrschaft zum Westerwald, die Gerichte Gemünden, Seck und Wenigenvillmar (einer wüsten Siedlung etwa 1 km nordöstlich von Villmar).

### 13. bis Ende des 16. Jahrhunderts: Die Zeit der Doppelherrschaft (Wied-Runkel und Leiningen-Westerburg) und ihr Ende
Ab 1288 begann damit infolge des Schiedsspruches für Seck die Zeit der Doppelherrschaft durch die Herren von Runkel und ihre Vetter, die Herren von Westerburg. Letztere waren zugleich Patrone der Kirche von Seck.
Für kurze Zeit unterstand Seck vorübergehend gar drei Landesherren, bedingt durch eine Erbgrundteilung von 1557, mit der Westerburg an eine Westerburger Sonderlinie der Grafen von Leiningen-Westerburg kam. Diese Sonderlinie starb im August 1597 aus, wodurch die Herrschaft Westerburg je zur Hälfte den Linien Schaumburg und Leiningen zufiel. Im September 1598 kam die gesamte Herrschaft an die Schaumburger Linie und einen Monat später schließlich an Graf Philipp Jakob von Leiningen-Westerburg.
Aufseiten der Linie der Herren von Runkel fiel der Anteil am Gericht Seck (das Gericht war gemeinsamer Besitz der Herren von Runkel und der Herren von Westerburg) durch Erbfolgen im Jahr 1595 dem Grafen Wilhelm von Wied-Runkel zu. Im Jahr 1597 lag die gemeinsame Herrschaft über Seck damit in den Händen der Linien Wied-Runkel und Leiningen-Westerburg.
Die Doppelherrschaft über Seck endete, nachdem am 7. Mai 1599 infolge eines Streits ein Vertrag geschlossen wurde, der Graf Philipp Jakob von Leiningen-Westerburg das Gericht Gemünden und Graf Wilhelm zu Wied das Gericht Seck mit Seligenstatt sowie Stöckgen zusprach.

### 1607: Verkauf durch Graf Wilhelm von Wied an Graf Philipp Jakob von Leiningen-Westerburg
Das Gebiet um Seck, in dessen Besitz Graf Wilhelm von Wied 1599 aufgrund des o. g. Vertrages gekommen war, lag im Vergleich zu seinen anderen beiden Herrschaftsgebieten, der Herrschaft Runkel und dem Amt Dierdorf, in verhältnismäßig großer Entfernung. Diesen Umstand nahm Graf Philipp Jakob von Leiningen-Westerburg zum Anlass, 1607 an die Grafschaft Wied heranzutreten und Verhandlungen über den Verkauf des Gerichtes Seck zu beginnen.
Am 22. April 1607 konnte Graf Philipp Jakob von Leiningen-Westerburg das Kirchspiel Seck von Graf Wilhelm von Wied-Runkel für insgesamt 13.000 Gulden erwerben. Davon stammten 500 Gulden von Stiftspersonen des Stifts Gemünden, 500 Gulden von Bürgern der Stadt Westerburg, 400 Gulden vom Kirchspiel Gemünden, 75 Gulden vom Flecken Weltersburg, 100 Gulden von Halbs, Hergenroth, Stahlhofen und Pottum sowie 25 Gulden von Winnen. Als Unterpfand verschrieb er seinem Bruder Graf Reinhard am 24. April 1611 für 1600 Gulden Weltersburg. Weitere Mittel steuerte seine Mutter, Gräfin Margaretha, bei, die ihre Morgengabe auf den Kauf anwendete. Zudem nahm der Graf bei Dr. Johann Reinhard Scheffer aus Friedberg einen Kredit auf.
Graf Phillipp Jakob von Leiningen-Westerburg starb am 14. Juli 1612 unverheiratet und ohne Kinder.

### 1637: Verkauf durch Graf Reinhard II. zu Schaumburg-Leiningen an Graf Johann Ludwig von Nassau-Hadamar
Einer der Brüder von Graf Philipp Jakob, Graf Reinhard II. zu Schaumburg-Leiningen (1574–1655), dem nach einem Tausch die stark verschuldete Herrschaft Westerburg zugefallen war, bot das Kirchspiel Seck am 22. Juli 1613 Graf Georg von Nassau-Beilstein an. Erkundigungen des Grafen von Nassau-Beilstein ergaben, dass Graf Reinhard II. an Verfolgungswahn litt und sich aus Angst vor seinem Bruder mit einer teuren Leibgarde umgab. Graf Georg nahm das Kaufangebot nicht an. Auch der Graf von Wied zeigte kein Interesse. Dadurch blieb Graf Reinhard II. zu Schaumburg-Leiningen weiterhin Landesherr.
Am 9. Juli 1637 verkaufte Graf Reinhard II. Seck gegen den Protest seiner Verwandten für 12.500 Gulden an Graf Johann Ludwig von Nassau-Hadamar. Das Dorf befand sich zu diesem Zeitpunkt in einem schlechten Zustand. Graf Johann Ludwig von Nassau-Hadamar erklärte bei den Verhandlungen, es gehe ihm weniger um die Bewohner und die Ländereien als vielmehr um die Nachbarschaft.
Kurz darauf kaufte Graf Johann Ludwig auch die Güter der Einwohner des benachbarten Dorfes Dapperich und richtete dort einen Hof ein. Weitere Erwerbungen waren der Flur der Gemeinde Schorrenberg (1638) und die Güter der Untertanen zu Stöckgen (1641). Als Schenkung erhielt er den Hof der Gräfin Maria Juliana von Leiningen-Westerburg in Winnen (1639), sodass er in der Folge – bis auf eine Wiese bei Westerburg, für die er keine finanziellen Mittel hatte – die gesamte Flur besaß. Von den letzten vier lebenden Einwohnern in Seck erwarb er den Wald „die Aspen“ sowie die Wiesen und Äcker am Bölgenstein zwischen Seck und Winnen.
Der Sohn des Grafen Johann Ludwig, Moritz Heinrich (1653–1679), musste von den Erwerbungen seines Vaters das Kirchspiel Willmenrod auf die Klagen des Grafen Georg Wilhelm von Leiningen-Westerburg hin an diesen zurückgeben, wofür der Letztgenannte endgültig auf das Gericht Seck verzichtete.

### 18. Jahrhundert: Das Ende des Hauses Nassau-Hadamar und die westerloosche Verwaltung
Franz-Alexander von Nassau-Hadamar, Sohn des Fürsten Moritz Heinrich, war der letzte Fürst des Hauses Nassau-Hadamar. Als er im Alter von fünf Jahren Fürst wurde, wurde ihm sein Onkel Franz Bernhard als Vormund und zugleich Regent von Nassau-Hadamar an die Seite gestellt.
Mit dem Tod von Franz-Alexander im Jahr 1711 gelangten Seck und Dapperich an seine Witwe, Elisabeth Catharina Felicitas von Hessen-Rotenburg, später an deren jüngste Tochter Charlotte Wilhelmine Amalie Alexandrina von Nassau-Hadamar, die 1721 den Grafen Jean Philippe Eugène de Merode-Westerloo heiratete. Da auch die Fürstin von Salm erfolgreich Ansprüche anmeldete, erhielt die Salmsche Partei aufgrund eines Urteils des Reichskammergerichtes im Jahr 1757 die Hälfte sämtlicher Allodialbesitzungen.
Im Jahr 1788 konnten langjährige Streitigkeiten mit den Fürsten von Nassau-Dietz-Oranien beigelegt werden. Seck mit dem Kloster und Dapprich gingen in der Folge an den Fürsten von Nassau-Oranien und wurden dem Amt Rennerod zugeteilt.

### 19. und 20. Jahrhundert
1806 kam Seck an das Großherzogtum Berg, das zunächst unter Herrschaft des französischen Prinzen Joachim Murat stand und ab 15. Juli 1808 von Napoleon (in Personalunion mit dem französischen Kaisertum) regiert wurde.
In den Befreiungskriegen konnte Nassau-Oranien sein Territorium zurückerobern. Am 23. November 1813 trat Nassau zu den Alliierten über. Im zugehörigen Vertrag garantierten Russland, Österreich und Preußen das souveräne Fortbestehen des Herzogtums Nassaus. Das Herzogtum erklärte sich im Gegenzug und bei Entschädigungen zu Gebietsabtretungen im Rahmen einer Neuordnung Deutschlands bereit. Als die nassau-oranische Linie am 31. Mai 1815 die niederländische Königskrone erhielt, musste sie ihre Stammlande an Preußen abtreten, das am Folgetag einen Teil davon an das Herzogtum Nassau weitergab. Somit war Seck wieder Nassau zugeordnet.
Missernten in den Jahren 1816 bis 1818 führten in Seck zu großem Leid. Im Revolutionsjahr 1848 berichtet der Pfarrverwalter von Seck von großer Armut im Dorf, die bis in die 1850er-Jahre hineinreichte. 1855 wurde eine Suppenanstalt errichtet.
Im Deutschen Krieg verlor Herzog Adolph von Nassau 1866 sein Land an Preußen. Das Herzogtum wurde als Regierungsbezirk Wiesbaden Teil der preußischen Provinz Hessen-Nassau. Die Verwaltungsämter wurden aufgelöst, die Stein’sche Selbstverwaltung eingeführt und Landkreise gebildet. Seck wurde dem Oberwesterwaldkreis mit Sitz in Marienberg zugeordnet, 1886 dem neu gebildeten Kreis Westerburg, der am 1. August 1932 zu einem Oberwesterwaldkreis mit Sitz in Westerburg zusammengefasst wurde.
1913 wurde die zentrale Wasserleitung im Dorf gebaut und 1952 erweitert. 1916 erfolgte der Anschluss des Dorfes an das Stromnetz.
Nach dem Zweiten Weltkrieg gehörte der Oberwesterwaldkreis mit drei weiteren nassauischen Kreisen zur französischen Besatzungszone, aus der das Land Rheinland-Pfalz hervorging. Für diese nassauischen Kreise wurde der Regierungsbezirk Montabaur geschaffen.

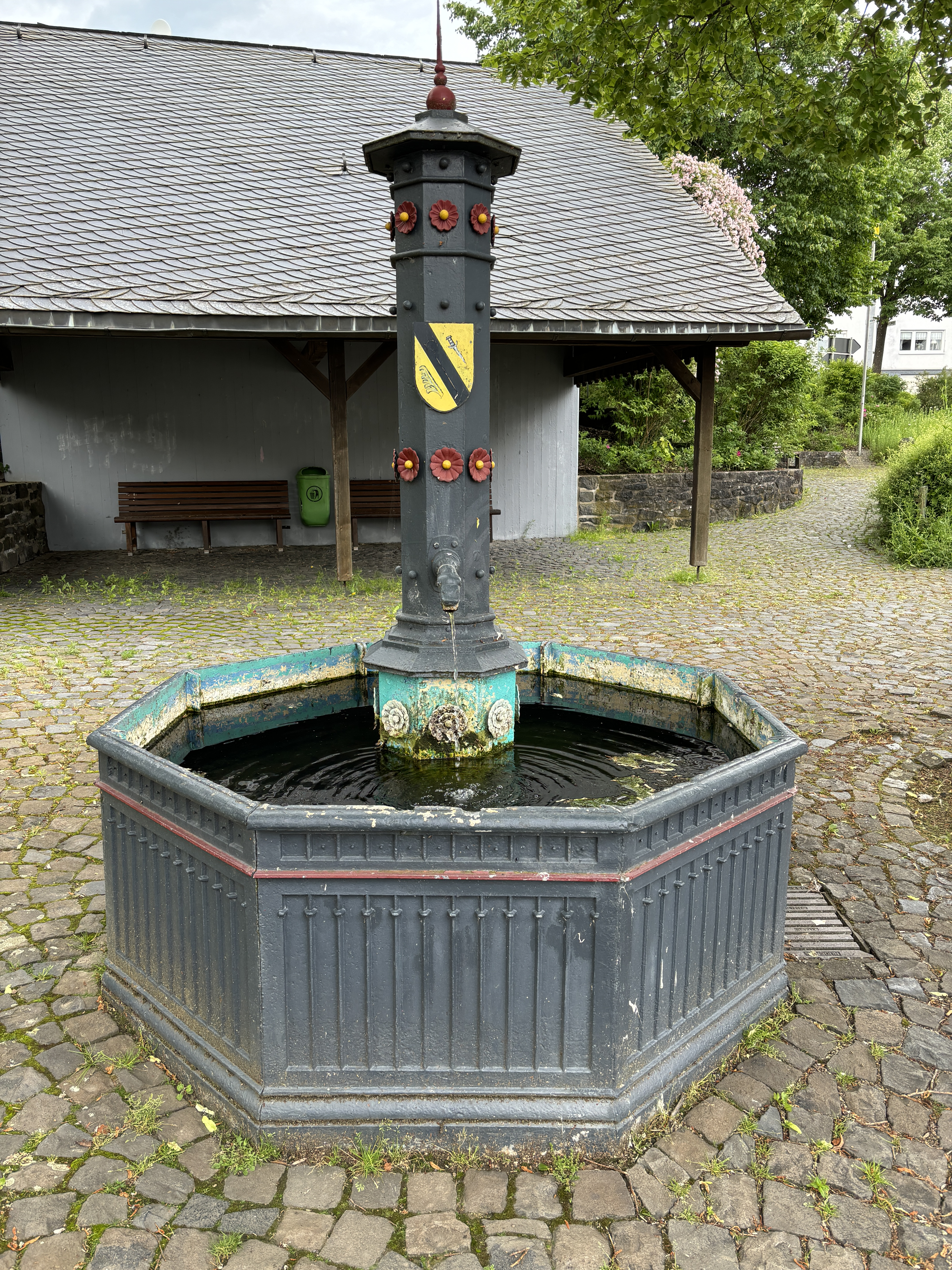
Gemeindebrunnen in der Mühleck, 2024

1974 kehrte Seck nach der Gebietsreform verwaltungsmäßig als selbstständige Ortsgemeinde zur Verbandsgemeinde Rennerod zurück. Die beiden Westerwaldkreise wurden am 16. März 1974 aufgelöst und zu einem Westerwaldkreis mit Sitz in Montabaur zusammengefasst. Am 1. Januar 1975 ging ein erheblicher Teil der Selbstverwaltungsaufgaben auf die drei Jahre zuvor neu errichtete Verbandsgemeinde Rennerod über.
Von 1991 bis 1993 wurde die Ortsdurchfahrt erneuert. Im Oktober 1993 erfolgte die Inbetriebnahme des Erdgas-Rohrnetzes in der Gemeinde. Im selben Monat wurde der restaurierte Brunnen von 1902 in der Mühleck zwischen den beiden 1955 gepflanzten Linden wieder aufgestellt. Am 22. April 1994 wurde die Kläranlage Seck/Waldmühlen zwischen der Ortslage und dem Hofgut Dapprich in Betrieb genommen.

### Gegenwart
Ab dem Jahr 2004 wurde das Neubaugebiet „Klosterwiese“ erschlossen. Im selben Jahr gab die Post die Poststelle, die am 1. Januar 1889 als „Kaiserliche Postagentur“ eröffnet worden war, auf.
An der Stelle des am 19. April 2020 abgebrannten Pfarrheimes unmittelbar an der Kirche wurde in den Jahren 2024 bis 2025 von der Gemeinde ein Gemeindezentrum errichtet, das als Haus des sozialen Austauschs, der Begegnung und der Vereine und als Jugend-, Kultur- und Bürgerzentrum dient. Das Haus wird gemeinsam mit der katholischen Kirchengemeinde genutzt und integriert die katholische öffentliche Bücherei sowie die örtliche Kontaktstelle des Pfarrbüros Rennerod.

### Nicht mehr vorhandene Gebäude und Einrichtungen

#### Burg
Hinweise auf eine Burg in Seck liegen aus den Jahren 1510 (aufgrund des Flurnamens „in der alden Burg“), 1531 („bei der alten Burg“) und 1590 („Altenburg“) vor. Die Burg lag vermutlich nördlich des Klosters Seligenstatt Richtung Hellenhahn und diente wohl als kleine ottonische Schanze. Das Gelände gehörte zu den 1212/15 beschriebenen Stiftungsgütern des Klosters. Als Bauherr können die Konradiner vermutet werden. Ein Zusammenhang mit dem Stuhllindengericht bei Winnen des Westerwälder Teils der Grafschaft Diez ist wahrscheinlich, denn die Konradiner waren zugleich Grafen der Niederlahngaugrafschaft und Grundherren von Seck. Die letzten Herren der Burg waren vermutlich Stifter des Klosters Seligenstatt, denn das Kloster bezog 1510 von Gelände und Wiesen Zinsen. Mauerreste waren wohl noch 1822 vorhanden, sie wurden jedoch später zum Wegebau abgetragen.

#### Mühle
Seck hatte eine Mühle, die ursprünglich dem Kloster Seligenstatt zugehörig war. In diesem Zusammenhang ist um 1510 ein Müller belegt. Um 1529 wurde die Mühle von Graf Kuno von Leiningen-Westerburg verliehen. Die Mühle wechselte die folgenden Jahrhunderte mehrfach den Besitzer. Der letzte Pächter der Mühle betrieb sie von 1948 bis 1956. Sie wurde 1958 aufgegeben und der Mühlgraben, der vom Holzbach zur Mühle hin abzweigte, zugeschüttet. Heute erinnert die „Mühlenstraße“ an das einstige Bauwerk.

#### Backhäuser
Historische Belege für ein Backhaus in Seck finden sich nicht, der Dorfchronist Helmut Jung geht jedoch davon aus, dass das erste Backhaus bereits etwa 100 Jahre stand, bevor 1824 die erste Schule, das heutige Rathaus, unmittelbar neben ihm errichtet wurde. Im Keller des Rathauses ist der ehemalige Wirtschaftsraum des alten „Backes“ erhalten. Das Backhaus musste im Jahr 1988 bei der Renovierung des Rathauses abgerissen werden. Ein weiteres Backhaus stand ab etwa 1880 an der heutigen Ecke Hauptstraße/In der Au (50° 34′ 35,8″ N, 8° 2′ 50,3″ O). 1961 wurde der Basaltsteinbau abgerissen.

#### Katharinenstift
Das Katharinenstift in Seck war von 1890 bis 1956 eine Niederlassung der Dernbacher Schwestern. Die Stiftung „St. Katharinenstift zu Seck“ geht zurück auf die Witwe Katharina Hölper geb. Rauschenberger, die am 23. April 1888 ihr Wohnhaus mit Stall, zwei Scheunen und etwa 12,5 Hektar Land dem Bischof von Limburg schenkte. Dieser erhob die Schenkung zu einer Stiftung, die von Kaiser Wilhelm II. am 6. Juli 1889 bestätigt wurde.
Am 11. November 1889 entsendete das Mutterhaus in Dernbach die ersten beiden Schwestern. Die Niederlassung umfasste während des Bestehens des Katharinenstifts zwei bis sechs Schwestern. Die Schwestern waren in der Krankenpflege in Seck, Waldmühlen und Irmtraut tätig und betrieben ab dem 14. Juni 1890 die „Verwahrschule“ mit etwa 40 bis 50 Kindern. Das Katharinenstift wurde von einem Kuratorium verwaltet, dem die Pfarrer von Seck und Rennerod sowie der Bürgermeister von Seck angehörten. 1892 zogen die Schwestern in ein neues Gebäude (50° 34′ 30,7″ N, 8° 2′ 50,5″ O).
Am 1. September 1941 wurde der Kindergarten von den nationalsozialistischen Machthabern geschlossen und einer externen Leitung übergeben. Von Kriegsende bis ins Jahr 1958 lag die Leitung wieder in der Hand der Schwestern.
Zum 1. Juli 1958 gaben die Dernbacher Schwestern ihre Niederlassung in Seck auf. Die Trägerschaft des Kindergartens ging an die Zivilgemeinde, die ihn bis zur Errichtung des neuen Kindergartens am heutigen Standort bis Ende März 1973 fortführte.

Die Stiftung wurde zum 16. April 1967 aufgehoben. Das Wohnhaus, das ebenso wie das Grundstück gemäß Stiftungsurkunde der Kirchengemeinde zufielen, wurde am 2. März 1975 veräußert. Die Straße, die am ehemaligen Katharinenstift vorbeiführt, trägt heute die Bezeichnung „Am Stift“.

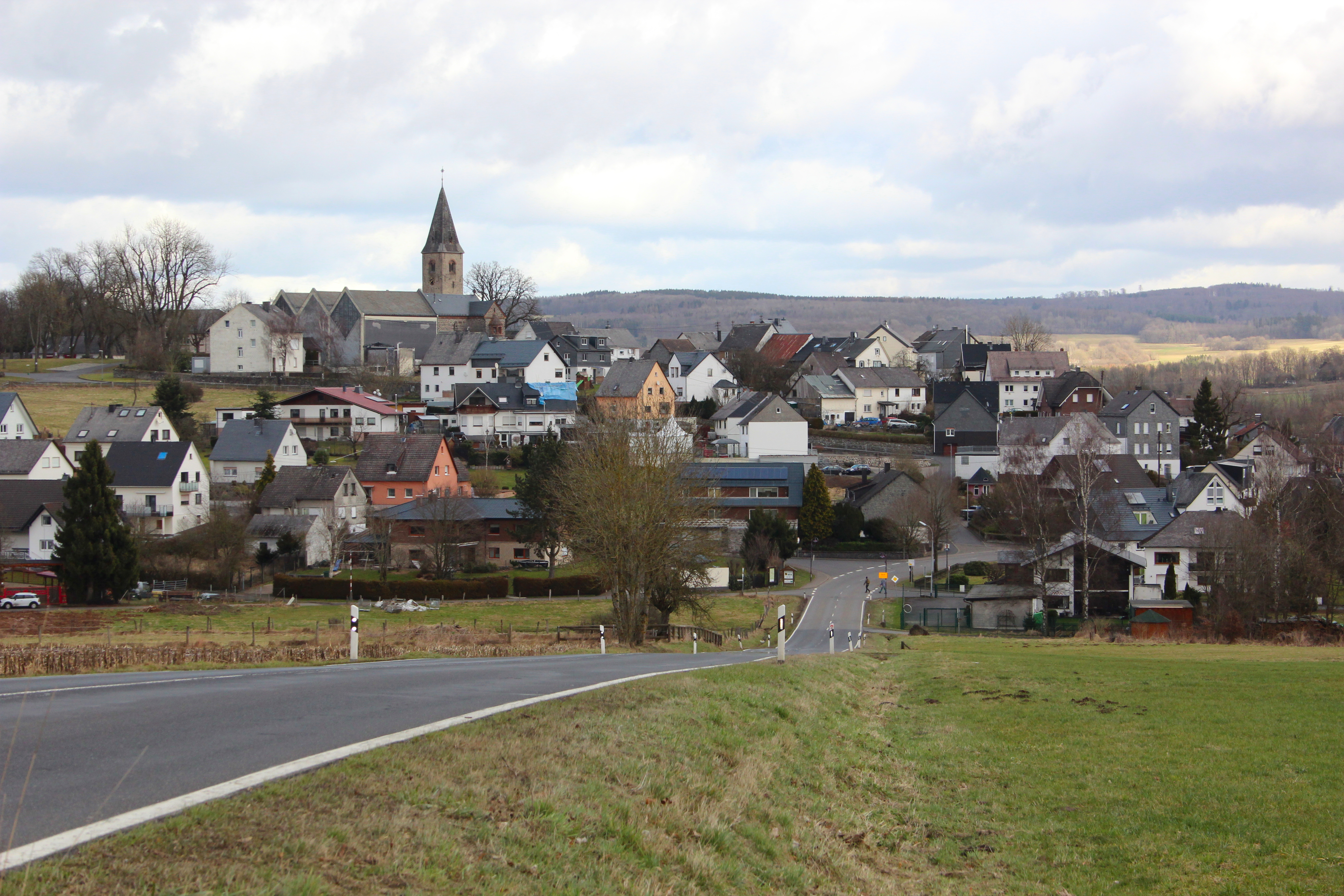
Blick auf Seck von Gemünden kommend

### Einwohnerentwicklung
1690 wurden 35 Familien, 28 Eheleute, zwei Witwer, zwei unverheiratete Brüder und vier Frauen (vermutlich Witwen) gezählt. 1730 hatte Seck 30 Haushaltungen.
| Jahr      | 1818 | 1823 | 1840 | 1871 | 1905 | 1916 | 1939 | 1950 | 1994 | 2006 |
| --------- | ---- | ---- | ---- | ---- | ---- | ---- | ---- | ---- | ---- | ---- |
| Einwohner | 619  | 537  | 717  | 762  | 662  | 712  | 663  | 708  | 1310 | 1350 |

## Politik

### Bürgermeister
Johannes Jung wurde bei der Direktwahl am 9. Juni 2024 mit einem Stimmenanteil von 76,4 % für weitere fünf Jahre in seinem Amt als Ortsbürgermeister bestätigt.
Siehe auch: Liste der Bürgermeister von Seck

### Wappen
Die Blasonierung lautet: „In Gold ein schwarzer Schrägbalken, darin ein goldener Bischofsstab, begleitet vorne von einem grünen Palmenzweig, hinten von einem gestürzten, grünen Dolch.“

## Kultur und Sehenswürdigkeiten

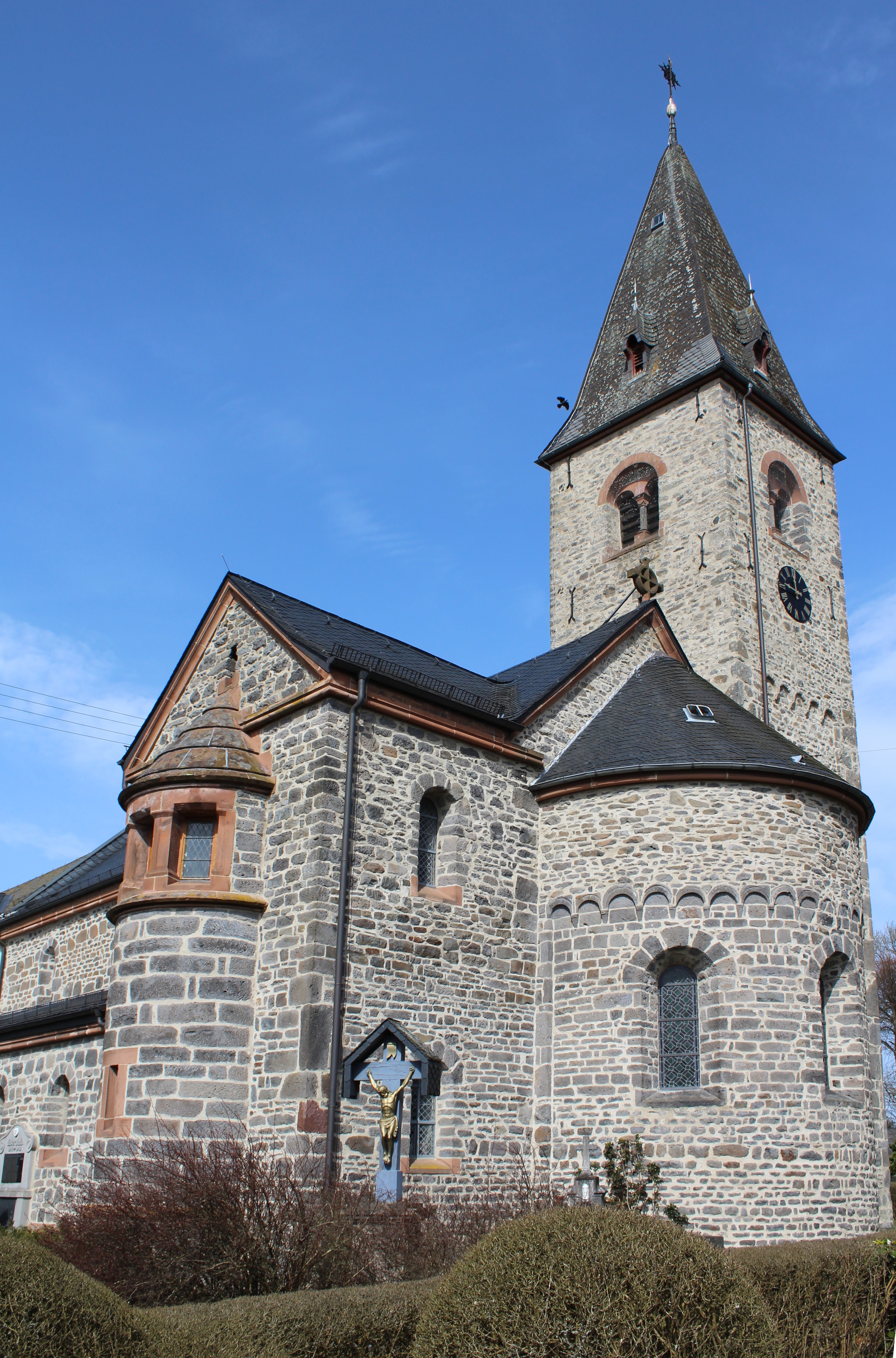
St. Kilian von Südosten

### Bauwerke

#### Kirche St. Kilian
→ Hauptartikel: St. Kilian (Seck)

#### Klosterruine Seligenstatt

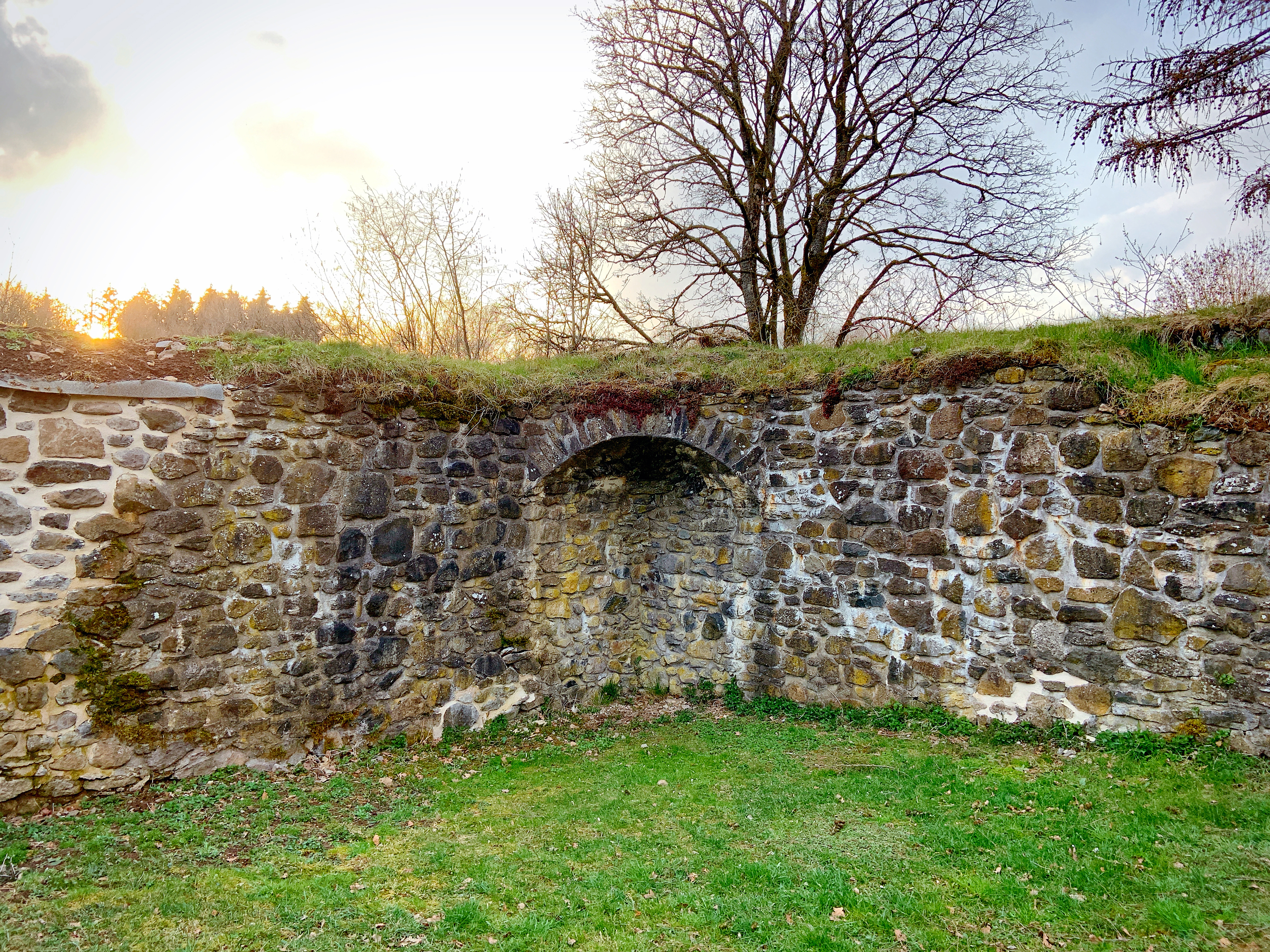
Nahaufnahme Klosterruine Seligenstatt, Seck

→ Hauptartikel: Klosterruine Seligenstatt

#### Rathaus (ehemaliges Jagdschloss und Schule)
Das ehemalige Fisch- und Jagdschloss wurde nördlich des Dorfes in der Nähe der Ruine des Klosters Seligenstatt errichtet. Urkundlich wird es erstmals 1663 im Zusammenhang des Landschultheiß Jodocus Pistor (1645–1668) erwähnt und geht möglicherweise auf Fürst Moritz Heinrich von Nassau-Hadamar zurück. Der ursprüngliche Standort ist nicht sicher. Der Dorfchronist von Seck, Helmut Jung, vermutet, dass das Schloss oberhalb der Ruinen des Klosters Seligenstatt auf dem Kirnberg (50° 35′ N, 8° 3′ O) stand und begründet dies mit Verweis darauf, dass der Kirnberg im Eigentum der Fürsten von Nassau-Hadamar stand. Zumal habe des Schloss Remisen, Stallungen und Scheunen gebraucht, die in unmittelbarer Nähe im Klosterhof vorhanden gewesen seien.
Nach dem Tod von Fürst Franz-Alexander von Nassau-Hadamar (gest. 1711) hielt sich seine Witwe Elisabeth Catharina Felicitas von Hessen-Rotenburg nachweislich im Schloss auf. Das Schlösschen war einem Johann Georg Born anvertraut, der dort 1725 und 1726 als Gärtner tätig war und ab 1730 als Verwalter geführt wird. 1766 nutzten Beamte das Schloss bei Fischzug des großen Weihers.
1824 erwarb die Gemeinde Seck das zweistöckige Gebäude für 800 Gulden von der Herzoglichen Domäne, brach es ab und baute es am heutigen Standort (50° 34′ 33,8″ N, 8° 2′ 50,1″ O) in der Dorfmitte wieder auf und richtete in ihm ab 1827 die Schule und das Bürgerzimmer ein. Bis 1865 war im Gebäude die Arrestzelle untergebracht, die der Volksmund „Gemeindebollesje“ in der „ahl Schul“ nannte.

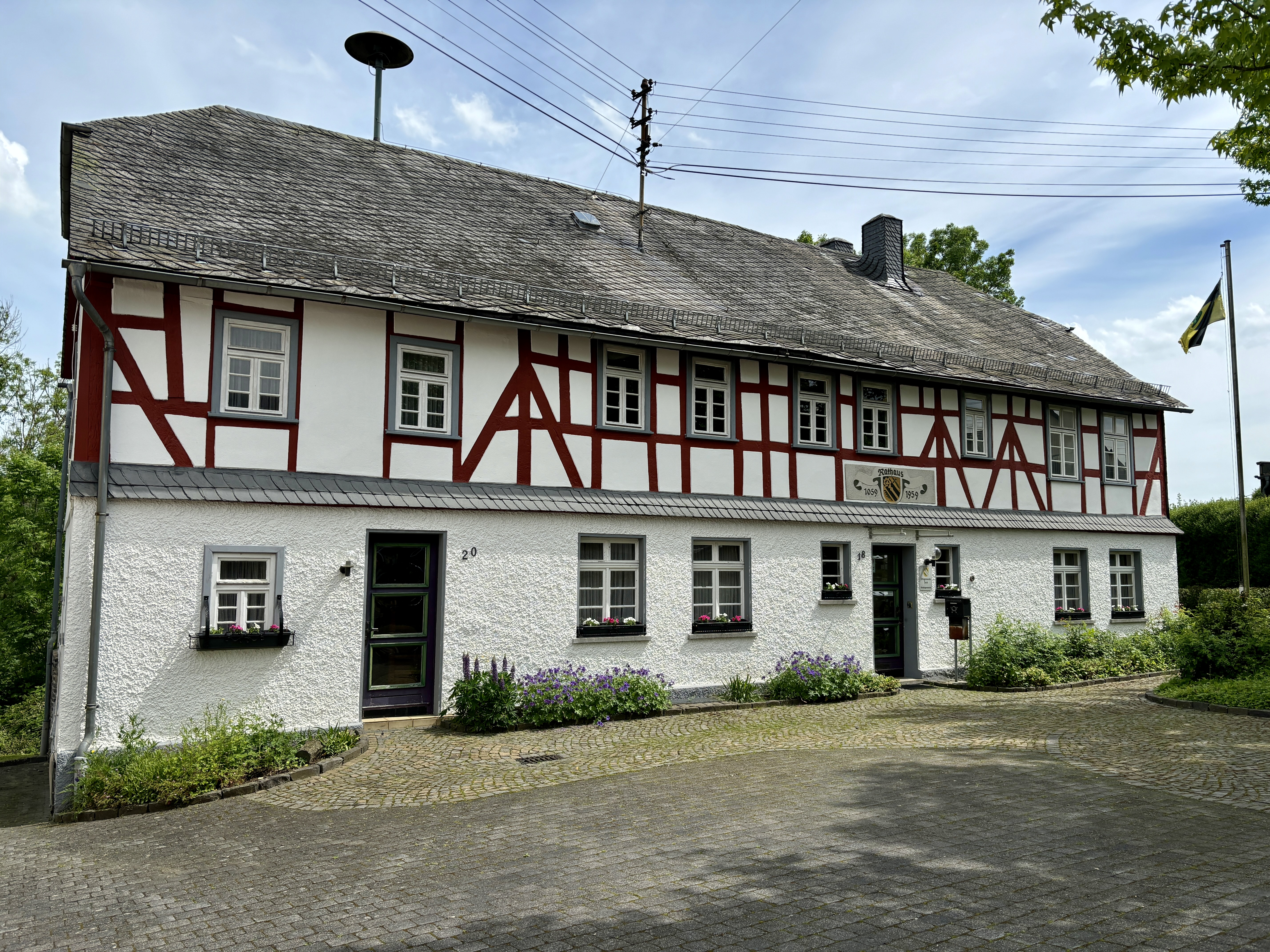
Rathaus (2024)

Im Jahr 1900 besuchten insgesamt 134 Kinder die Schule, zwei Lehrer erteilten den Unterricht. Im Jahr 1908 wurde aus Platzgründen am Marktplatz eine neue Schule errichtet, wenngleich von 1914 bis 1929 im Obergeschoss des ehemaligen Jagdschlosses weiterhin Schülerinnen und Schüler der ersten und zweiten Klasse untergebracht wurden.
Seit 1920 wird das Gebäude als Rathaus genutzt, zeitweise auch als Standesamt und Büro des Ortsgerichtsvorstehers.
Im Gebäude war in den 1930er-Jahren die „Ländliche Mädchen-Fortbildungsschule“ untergebracht, nach dem Zweiten Weltkrieg diente es geflüchteten Familien als Wohnraum.
Ein Abriss konnte Anfang der 1980er-Jahre verhindert werden und das Haus mit einer 1989 abgeschlossenen Renovierung wieder ertüchtigt werden.

#### St.-Michaels-Josefskapelle Seck auf dem Beilstein

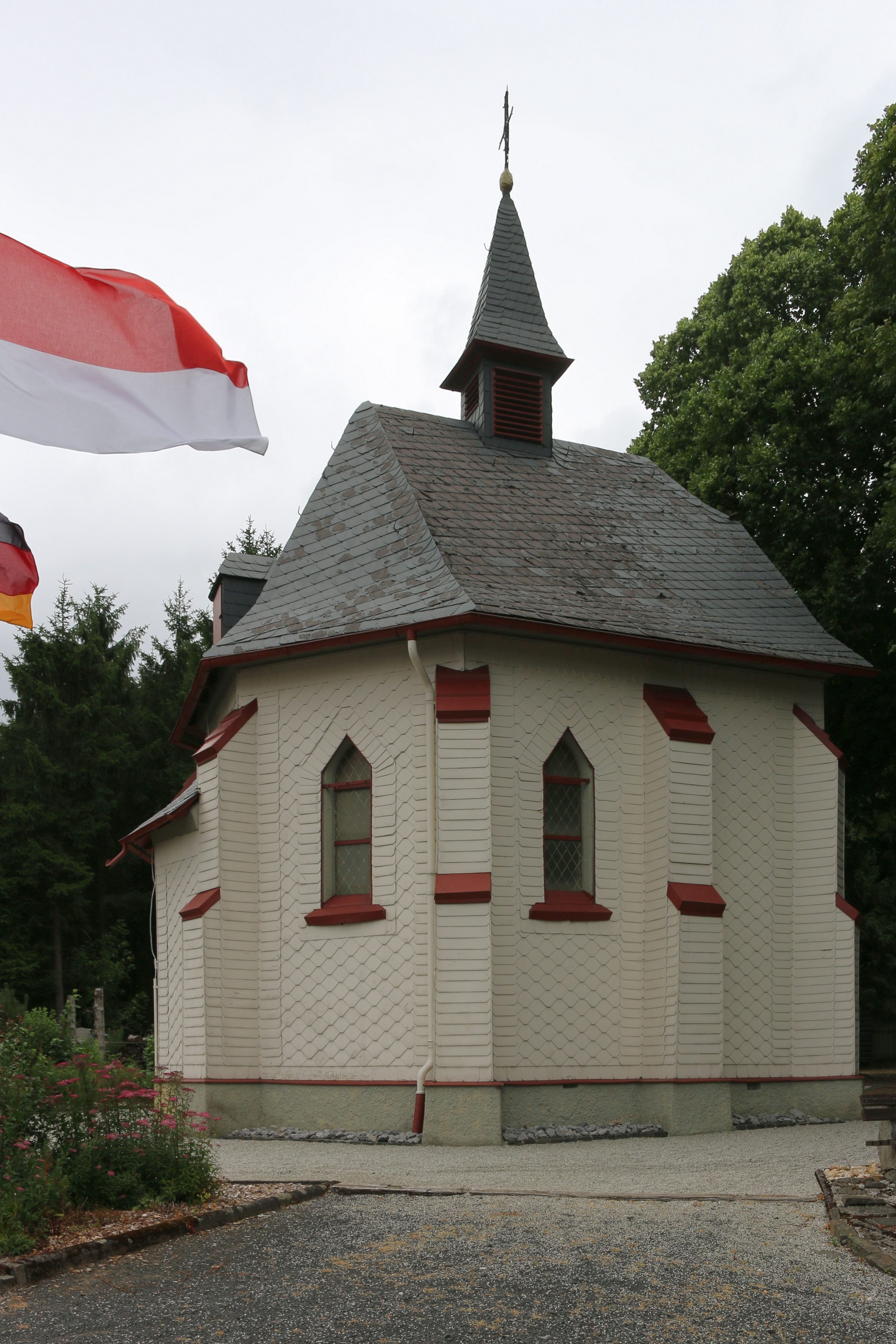
St.-Michael-Josephs-Kapelle (2015)

Im Jahr 1881 gründete Pfarrer Michael Müller den St.-Josefsverein, mit dem er in der Zeit fortschreitender Industrialisierung der Jugend ein Forum zur Auseinandersetzung mit sozial-politischen und sozial-religiösen Veränderungen bieten wollte. Um sich als Verein auch nach außen zu betätigen, regte Pfarrer Müller den Bau einer Kapelle auf dem Beilstein (50° 34′ 21,7″ N, 8° 3′ 7,2″ O) in Seck an. Auf seinen Wunsch hin erhielt die Kapelle den Namen St.-Michael-Josefskapelle.
Am 12. Juli 1903 wurde der Grundstein für die Kapelle gelegt. Der Bauplatz wurde von einem Gemeindemitglied zur Verfügung gestellt, die Steine auf der gegenüberliegenden Seite des Dorfes, dem Kirnberg, gebrochen und der Bau in ehrenamtlicher Tätigkeit errichtet. Die Kosten betrugen 6.000 Mark. Die Weihe der Kapelle wurde am 8. Juli 1904, dem Gedenktag des hl. Kilian, Patron der Kirche von Seck, vollzogen. Johann Georg Hilpisch (geb. 10. Juni 1838, gest. 1. April 1908), ein in Seck geborener und zu dieser Zeit als Direktor an der Leonhardskirche in Frankfurt tätiger Priester, spendete die beiden Glocken „Immaculata“ und „St. Katharina“, die am 22. November 1905 von ihm in der Pfarrkirche in Seck eingeweiht und danach zur Kapelle auf den Beilstein gebracht wurden.
Unter dem Vorsitzenden Konrad Eisel widmete der Josefsverein die Kapelle am 18. September 1955 dem Gedenken an die 98 Gefallenen beider Weltkriege aus Seck. Für jeden Gefallenen und Vermissten ist an den Wänden links und rechts des Altares ein Kreuz mit Namen angebracht. Der Altar wurde durch ein Relief eines sterbenden Soldaten ergänzt.
Die Kapelle steht in Nord-Süd-Richtung und ist etwa 8 Meter lang und 8 Meter breit. Ursprünglich war sie als Rundbau geplant, hat aber die Form eines Teils eines Schiffrumpfes erhalten. Die Kapelle wurde mit einem Dachreiter errichtet, der später durch den heutigen Glockenturm ersetzt wurde.
Renovierungen erfolgten in den Jahren 1930, 1951 bis 1953, 1957, 1966 (bei der der heutige weiße Kunstschiefer an der Außenseite angebracht wurde) sowie 1981/1982. Zum 100-jährigen Jubiläum des Josefsvereins wurde 1991 der Altarraum umgestaltet, ein Granitkreuz mit einem umgebenden Strahlenkranz ergänzt, die Pieta restauriert und der Altar mit einer neuen Altarplatte versehen. Der Pfarrer von Seck, Josef Müller, spendete zusammen mit Ortsvereinen eine Statue des hl. Josef.
Am 18. April 1905 wurden sechs Lindenbäume vor der Kapelle gepflanzt. Die Allee wurde im Jahr 1955 um weitere sechs Bäume erweitert. Im März 1997 wurden Fahnenstangen vor der Kapelle angebracht. Seit Weihnachten 2001 ist die Kapelle in den Abendstunden beleuchtet.
Im Jahr 2002 wurden umfangreiche Baumfällarbeiten durchgeführt, um den Blick auf die oberhalb des Dorfes stehende Kapelle zu ermöglichen und der Eingangsbereich der Kapelle mit Natursteinen gepflastert.
Die Kapelle steht im Rang eines Kulturdenkmals. Sie ist Ort des jährlichen Kapellenfestes.
Die beiden Glocken werden mit Seilzug geläutet und haben folgende Daten:
| Nr. | Name       | Gussjahr | Gießer    | Gewicht (kg) | Durchmesser (mm) | Schlagring (mm) | Schlagton | äußere Gestaltung                                      |
| 1   | Immaculata | 1905     | unbekannt | 20           | 310              | 25              | e3 + 8    | Schulter: 1 Kordelsteg Flanke: 1905 Wolm: 1 Kordelsteg |
| 2   | Katharina  | 1905     | unbekannt | 15           | 250              | 18              | fis3 + 6  | Schulter: 1 Kordelsteg Flanke: 1905 Wolm: 1 Kordelsteg |

#### Hof Dapprich
Der heutige Hof Dapprich (50° 34′ 2,1″ N, 8° 2′ 20,3″ O) ist ein ehemals eigenständiges Dorf, das 1212/1215 im Zusammenhang der Besitztümer und des Zehntregisters des Klosters Seligenstatt erstmals urkundlich erwähnt wird. Der Ort begegnet im Laufe der Geschichte als „Daprethingen“, „Dapprechtingen“, „Dapperichtin“, „Dapprecht“, „Dappericht“ und „Dapperich“.
Das Dorf lag in der Grafschaft Diez, gehörte jedoch um 1490 zu Seck und umfasste zu diesem Zeitpunkt zehn Haushalte. Dapprich besaß eine eigene Mühle. Die Herren der Grafschaft Diez, besonders Nassau-Dillenburg, das seit 1564 diesen Teil der Grafschaft allein besaß, löste das Dorf von Seck. Aufgrund kriegsbedingter Armut waren die Bauern nicht mehr in der Lage, ihre Abgaben zu leisten. Graf Johann Ludwig von Nassau-Hadamar zog daraufhin 1637 die Güter ein und kaufte sie an. Im gleichen Jahr wandelte er das Dorf in einen Hof um und ließ ihn im Frondienst bebauen. Zum Hof gehörte auch eine Mühle.
Der Hof wurde in der Folgezeit immer wieder verpachtet. Ab 1820 verschlechterte sich der Zustand zunehmend. Am 8. April 1831 übernahm Jacob Schneider den Hof und konnte ihn zu neuer Blüte erwecken. Mit der Ablösung des Erbbestandes durch seinen Sohn kam der Hof in Privatbesitz und wird bis heute durch die Familie Schneider als Ausflugslokal betrieben.
Erhalten geblieben ist ein kleines, unter Denkmalschutz stehendes Fachwerkhaus in der Mitte des Dorfes. Die aus Lahnmarmor gefertigte Brunnensäule ist ein ehemaliger Grenzstein des Herzogentums zu Nassau und wurde wahrscheinlich von Gustav Schneider zwischen 1872 und 1921 erworben.
Eine Besonderheit ist der Familienfriedhof am Eingang der Holzbachschlucht (50° 33′ 55,1″ N, 8° 2′ 11,4″ O). Er zählt zu den wenigen Privatfriedhöfen Deutschlands und ist ausschließlich den Verstorbenen der Familie Schneider vorbehalten.

### Grünflächen und Naherholung

#### Secker Weiher

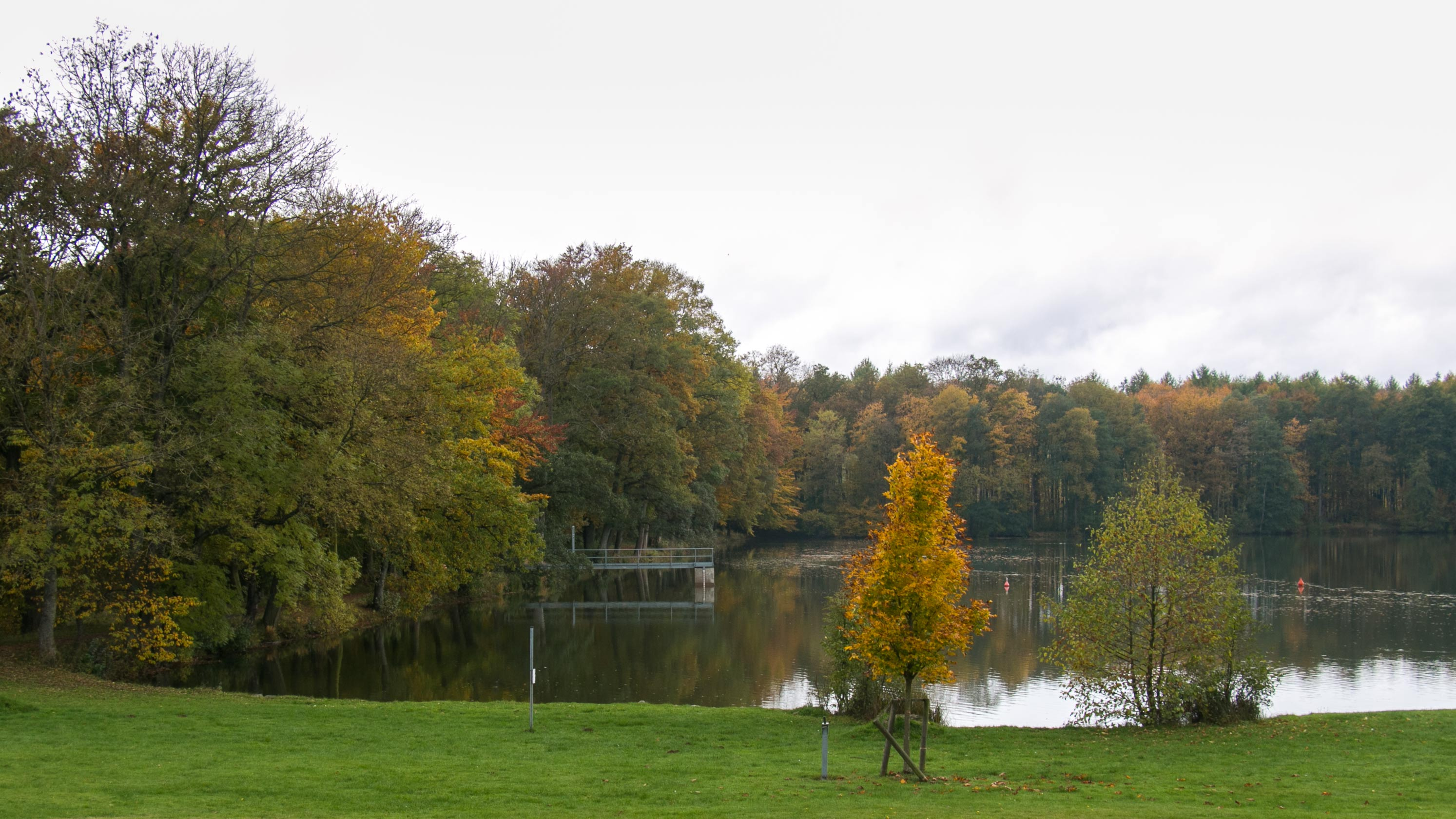
Der große Secker Weiher

Fürst Moritz Heinrich von Nassau-Hadamar (1626–1679), Sohn des Fürsten Johann Ludwig von Nassau-Hadamar, ließ 1672 den Secker Weiher anlegen. Dort, wo heute der große Weiher liegt, war zuvor der „Weidetrischplatz“ des Dorfes. Als Ausgleich für die in Anspruch genommene Fläche überließ der Fürst den Dorfbewohnern die Weide des schon zum damaligen Zeitpunktes wüsten Dorfes Stöckgen zwischen Seck und Hellenhahn.
Zeitweise wurde der große Weiher (50° 35′ 15,6″ N, 8° 1′ 52,8″ O) auch als „Schloßweiher“ bezeichnet, da zu ihm Jagdschloss der Fürsten von Nassau-Hadamar gehörte. Der jüngere, kleinere Weiher (heute: „Streckweiher“, 50° 34′ 57,1″ N, 8° 1′ 52,5″ O) wird 1841 „Weiher an der Löhbitz“ genannt. Ein am kleinen Weiher 1895 vom Pächter Paul Schulze-Rößler errichtetes Holzhaus wurde am 27. März 1914 nach Westerburg transportiert und steht dort heute unterhalb des Schlossberges.
Die Weiher standen seit 1866 in Staatseigentum, bevor sie die Gemeinde Seck am 21. November 1961 zum Preis von 45.000 DM vom Land Rheinland-Pfalz erwarb. 1928/29 wurde in der Nähe des großen Weihers das Forsthaus errichtet.
1959 wurden für die Badegäste mehrere Toiletten und Umkleideräume errichtet. Der ursprüngliche Zeltplatz wurde ab den 1960er-Jahren nach und nach zu einem Campingplatz ausgebaut, der auch heute noch betrieben wird und bis zu 1.500 Gäste beherbergen kann. 1991 wurde der Damm des großen Weihers saniert.
Die Weiher sind heute an den Sportfischerverein Seck e. V. verpachtet.

#### Holzbachschlucht
→ Hauptartikel: Holzbachdurchbruch

### Musik
Aus der Initiative zweier Militärmusiker aus Seck im Jahr 1919, vom Beilstein aus an Heiligabend Weihnachtslieder zu spielen, entstand über die Jahrzehnte eine Blaskapelle, die zunächst als Feuerwehrkapelle organisiert war. Anfang der 1960er-Jahre wurde aus der Kapelle der heute eigenständige Musikverein Seck e. V. Die Tradition, am Heiligabend am Beilstein über Seck Weihnachtslieder zu spielen, besteht weiterhin fort.
Im Oktober 1971 wurde der Kirchenchor „St. Kilian“ gegründet, dessen Wurzeln auf einen 1923 von Pfarrer Leibold gegründeten Chor, einen Projektchor für den Dankgottesdienst des Secker Primizianten Theo Schönberger im Jahr 1954 und einen Frauenchor in Seck zurückgehen. Seit den 1980er-Jahren musiziert der Chor gemeinsam mit dem Kirchenchor „St. Marien“, Irmtraut.
Seit 2008 gibt es in Seck einen Männerchor. Der Chor entstand in Vorbereitung auf die 950-Jahr-Feier im Jahr 2009.

### Sport
Der Sportverein Seck e. V. wurde 1920 als „Sportverein Germania Seck“ gegründet. 1948 wurde mit dem Bau des Sportplatzes am heutigen Standort begonnen, 1956 erfolgte die Fertigstellung des Platzes, ab 1988 der Bau des Sportheims, das am 13. Juni 1993 eingeweiht werden konnte. Heute spielt der Sportverein in einer Sportgemeinschaft mit dem TuS Irmtraut. In der Jugendspielgemeinschaft mit dem TuS Irmtraut und dem SV Hellenhahn werden etwa 150 Jugendliche und Kinder in elf Mannschaften von ehrenamtlichen Trainern betreut.
Der Sportfischerverein Seck e. V. verfolgt u. a. das Ziel, den Fischbestand am Secker Weiher sowie die Lebensräume der angesiedelten Tierarten zu pflegen. Er wurde am 24. Juni 1975 gegründet.

### Regelmäßige Veranstaltungen
- An Pfingsten richtet der Katholische Arbeiterverein St. Josef/Kolpingfamilie Seck das Kapellenfest an der St.-Michael-Josefskapelle aus.
- Im Juli findet am Sonntag in Nähe des Gedenktages des Hl. Kilians das Kirchweihfest mit Secker Kirmes statt. Am Montag ist Markttag. – Der Markt hat eine lange Tradition und wurde 1437 erstmals urkundlich erwähnt.
- Jeden Sommer im Juli oder August wird auf dem Campingplatz Weiherhof am See ein Seefest begangen, das der Betreiber des Platzes für Camper und Einwohner organisiert.
- Im Oktober wird das Secker Oktoberfest auf dem Marktplatz begangen.

## Wirtschaft und Infrastruktur

### Öffentliche Einrichtungen
- Kindertagesstätte „Pusteblume Seck“: Die Kindertagesstätte mit bis zu 97 Betreuungsplätzen wird zusammen mit der Gemeinde Irmtraut betrieben. 2021 wurde ein Erweiterungsbau in Betrieb genommen.[34]
- Katholische öffentliche Bücherei St. Kilian
- Freiwillige Feuerwehr Seck mit Förderverein Freiwillige Feuerwehr Seck e. V. Die Freiwillige Feuerwehr wurde am 1. März 1911 gegründet.[35] 2023 wurde ein neues Feuerwehrhaus am Marktplatz errichtet.

### Bildung
Bis zum Jahr 2000 besaß Seck ein eigenes Grundschulgebäude am Marktplatz mit zwei einzügigen Klassen (1. und 2. Klasse bzw. 3. und 4. Klasse). Das ehemalige Schulgebäude wurde 1907 erbaut. 1972 wurden die Grundschulen Neunkirchen, Irmtraut und Seck zusammengelegt. Mangels Erweiterungsmöglichkeiten musste der Standort geschlossen werden. Seit 2000 werden Schülerinnen und Schüler aus Seck ausschließlich in der Grundschule in Irmtraut unterrichtet.

### Weitere Vereine und Gruppierungen
- Katholischer Arbeiterverein St. Josef/Kolpingfamilie Seck: 1891 gegründet, 1903 Errichtung der St. Michaels-Josefskapelle auf dem Beilstein, 1964 Verbindung zur internationalen Kolpingfamilie[37]
- Förderverein Klosterruine Seligenstatt e. V.: 1990 zur Erhaltung der Klosterruine gegründet[38]
- Frauengemeinschaft Seck
- Kiliansverein Seck e. V. zur Förderung des kirchlichen Lebens in der Kirchengemeinde
- VdK Ortsverband Irmtraut-Seck

## Persönlichkeiten

### Ehrenbürger
- Carl Ferdinand Werner (gest. am 24. April 1907): vom 1. Januar 1874 bis zum 1. Februar 1885 Pfarrer von Seck; initiierte den Wiederaufbau der 1878 abgebrannten Pfarrkirche St. Kilian; die Ferdinand-Werner-Straße in Seck ist nach ihm benannt; am Turm der Kirche ist eine Gedenk- und Dankestafel angebracht
- Peter Leibold: vom 1. Mai 1920 bis zum 1. März 1933 Pfarrer von Seck
- Nicolaus Simon; Pfarrer
- Franz Kolle (1914–2010): 2004 ernannt, langjähriger Jagdpächter von Seck

### Söhne und Töchter des Dorfes
- Johann Georg Hilpisch (gest. am 1. April 1908): Direktor an der Kirche St. Leonhard in Frankfurt, beigesetzt in Seck

## Verkehr
- In unmittelbarer Nähe der Gemeinde verläuft die B 54, die von Limburg an der Lahn nach Siegen führt.
- Die nächste Autobahnanschlussstelle ist Limburg-Nord an der A 3 Köln–Frankfurt, etwa 20 Kilometer entfernt.
- Seck ist durch die Rhein-Mosel-Bus Linie 116 (Montabaur – Westerburg – Rennerod) an den ÖPNV angeschlossen. Diese wird von Montag bis Sonntag befahren.
- Die nächstgelegene Anschlussmöglichkeit an den Eisenbahnverkehr ist der Bahnhof Westerburg an der RB 90, Westerwald-Sieg-Bahn (Limburg (Lahn) – Diez Ost – Westerburg – Nistertal/Bad Marienberg – Hachenburg – Altenkirchen – Au (Sieg) – Kirchen (Sieg) – Siegen). Diese wird nach dem Rheinland-Pfalz-Takt täglich im Stundentakt betrieben.